# Bataille de Raab
Pour les articles homonymes, voir Raab (homonymie).
Cinquième Coalition
Batailles
Campagne d'Allemagne et d'Autriche
- Sacile
- Teugen-Hausen
- Raszyn
- Abensberg
- Landshut
- Eckmühl
- Ratisbonne
- Neumarkt
- Radzymin (en)
- Caldiero
- Dalmatie
- Ebersberg
- Piave
- Malborghetto
- Linz (en)
- Essling
- Sankt Michael
- Stralsund
- Raab
- Gratz
- Wagram
- Korneuburg
- Stockerau
- Gefrees (en)
- Hollabrunn
- Schöngrabern (en)
- Znaïm
- Ölper

Batailles navales
- Martinique
- Sables-d'Olonne
- Île d'Aix
- Walcheren
- Lissa
- Pelagosa

Campagne de l'île Maurice
- Sainte-Rose
- Saint-Paul
- Île Bonaparte
- Grand Port
- Île de France
- Tamatave

Campagne d'Espagne
Rébellion du Tyrol
La bataille de Raab se déroule le 14 juin 1809 près de Győr, en Hongrie, et oppose l'armée franco-italienne du vice-roi Eugène de Beauharnais à l'armée autrichienne de l'archiduc Jean d'Autriche. L'affrontement se solde par une victoire des Franco-Italiens.

## Contexte

### Opérations préliminaires
En 1809, la France de Napoléon est en guerre avec l'empire d'Autriche. Les opérations se déroulent sur deux fronts, en Allemagne et en Italie, où l'armée du vice-roi Eugène de Beauharnais, le fils adoptif de Napoléon, fait face aux troupes autrichiennes de l'archiduc Jean. La défaite d'Eugène à la bataille de Sacile, le 16 avril 1809, a contraint les Franco-Italiens à repasser l'Adige. Le front s'immobilise alors pendant quelques semaines, à peine troublé par une offensive d'Eugène lors de la bataille de Caldiero. Au sud-est, les forces autrichiennes bloquent le corps du général Marmont en Dalmatie. La situation évolue cependant à l'annonce de la victoire française à Eckmühl, car l'archiduc Jean, qui a reçu l'ordre de couvrir le flanc gauche de l'armée, a entamé sa retraite en direction de l'Allemagne du sud.

### Retraite autrichienne
Le 8 mai 1809, Eugène accroche sérieusement l'arrière-garde de l'archiduc à la bataille du Piave. Jean, qui s'est jusque-là conduit de façon remarquable face aux Français, commet alors l'erreur de diviser ses forces. Lui-même se retire avec le gros de l'armée au nord-est et atteint Tarvisio la semaine suivante, accompagné du feld-maréchal-lieutenant Albert Gyulai. Non loin de là, le général Frimont et ses 13 000 hommes sont à Villach. Les 15 000 hommes du IXe Armeekorps, commandé par le général Ignácz Gyulay, cantonnent à Ljubljana, au sud-est de Villach. Au nord-ouest, plus éloigné, le VIIIe Armeekorps de Chasteler occupe les alentours d'Innsbruck, tandis que les 10 000 hommes de la division Jellacic sont à Salzbourg. En Dalmatie, le général-major de Stoichewich continue de fixer les troupes françaises de Marmont. La qualité des troupes autrichiennes est toutefois assez médiocre étant donnée la forte proportion de miliciens levés à la hâte.
Le 13 mai, l'armée franco-bavaroise du maréchal Lefebvre bat le corps de Chasteler à la bataille de Wörgl, près d'Innsbruck. Le 17 mai, Jean reçoit l'ordre de se diriger au nord afin de couper les lignes de communications de la Grande Armée, ce qu'l ne consent à faire qu'après avoir perdu un temps précieux. Jellacic, quoique dangereusement isolé, s'attarde à Salzbourg jusqu'au 19 mai ; lorsqu'il se décide à partir, il est trop tard. Le 25 mai, deux divisions françaises sous les ordres du général Paul Grenier mettent en déroute les Autrichiens à la bataille de Sankt Michael. L'annonce de ce désastre incite Jean, qui s'est déjà replié sur Graz, à reculer plus à l'est, en Hongrie.
Entretemps s'est déroulée la bataille de Malborghetto, en fait un ensemble de petits combats au cours desquels s'illustrent les grenzers autrichiens. À Malborghetto, 400 de ces grenzers, réfugiés dans une forteresse, résistent deux jours durant à 15 000 Français. Il n'y a que 50 survivants chez les défenseurs. Au col du Predil, 250 Autrichiens et 8 canons tiennent en respect quelque 8 500 adversaires pendant trois jours. Le 18 mai, les Français donnent l'assaut, enlèvent le poste et exterminent la garnison, non sans avoir laissé 450 hommes sur le terrain. Enfin, à Tarvisio, le vice-roi Eugène en personne inflige une sévère défaite à la division d'Albert Gyulai.
De son côté, Marmont repousse les forces de Stoichewich à l'issue de la campagne de Dalmatie. Progressant vers le nord, il arrive à Ljubljana le 3 juin. Les Autrichiens d'Ignácz Gyulay se portent à sa rencontre. Lors du combat de Gratz qui s'étale sur deux jours, Marmont et Broussier parviennent à refouler leurs adversaires. La voie est libre pour les 11 000 soldats du 11e corps et la division Broussier, qui, à marches forcées, rejoint Napoléon à Vienne juste à temps pour participer à la bataille de Wagram.
Jean, qui continue son repli, a fait sa jonction avec la milice insurrectionnelle hongroise à Raab. Son plan consiste alors à traverser le Danube et à marcher au nord-ouest par Bratislava pour s'unir avec la principale armée autrichienne commandée par son frère, l'archiduc Charles, généralissime des armées impériales. Soucieux d'empêcher la réunion de ces deux armées, Napoléon ordonne à Eugène de poursuivre et de détruire l'armée de Jean. Les troupes franco-italiennes rattrapent les Autrichiens à la mi-juin et forcent l'archiduc à livrer bataille.

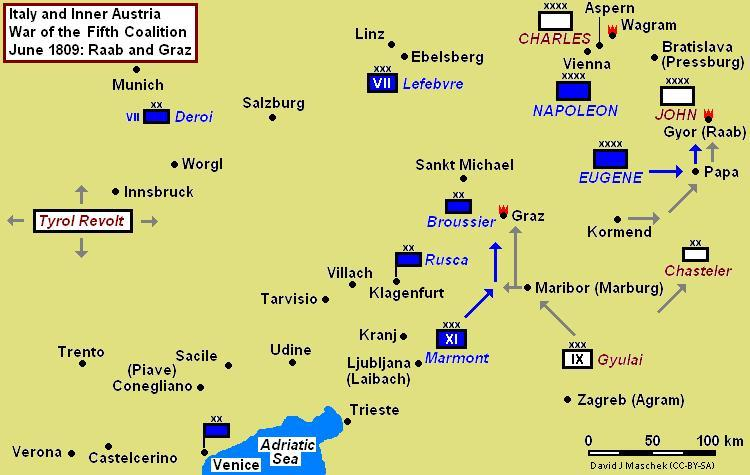
Carte de la campagne de 1809 : batailles de Raab (14 juin) et de Graz (24 au 26 juin).

## Ordres de bataille

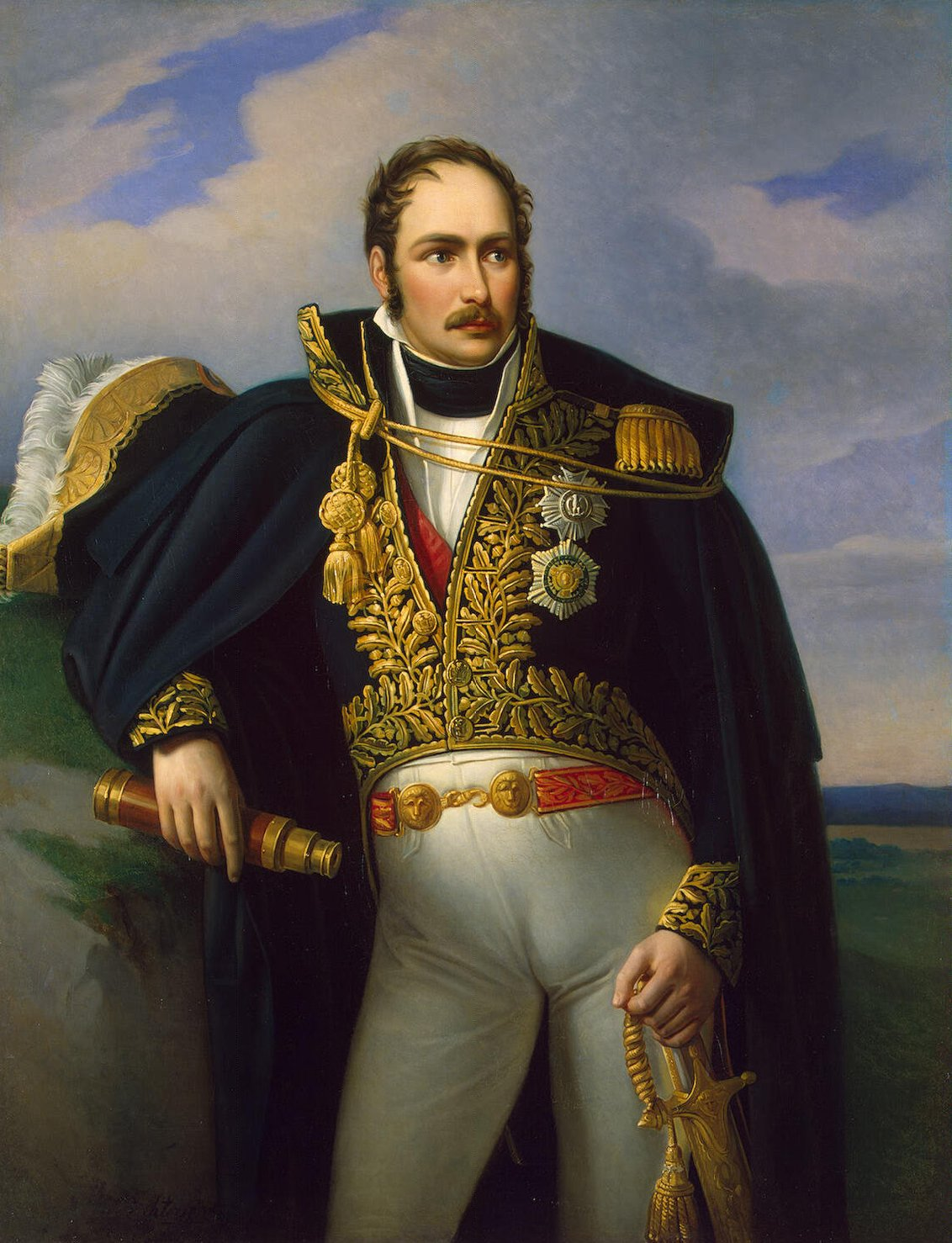
Le vice-roi Eugène de Beauharnais, commandant en chef l'armée franco-italienne. Huile sur toile de Johann Heinrich Richter, vers 1830.

Bien que les forces en présence soient à peu près équivalentes, la qualité des soldats autrichiens est toutefois très inférieure à celle des Français. Les miliciens de la Landwehr autrichienne et les troupes insurrectionnelles hongroises forment en effet la plus grande partie du corps de bataille de l'archiduc Jean. Ce dernier, conscient de cette faiblesse, décide de livrer une bataille purement défensive et ce, en position de force. L'archiduc Joseph, feld-maréchal et palatin de Hongrie, présent sur le terrain, est théoriquement responsable de l'armée compte tenu de son grade, mais c'est Jean qui exerce le commandement effectif lors de la bataille.

### Armée franco-italienne
Armée d'Italie : vice-roi Eugène de Beauharnais, commandant en chef — 39 902 hommes, 42 canons

### Armée autrichienne

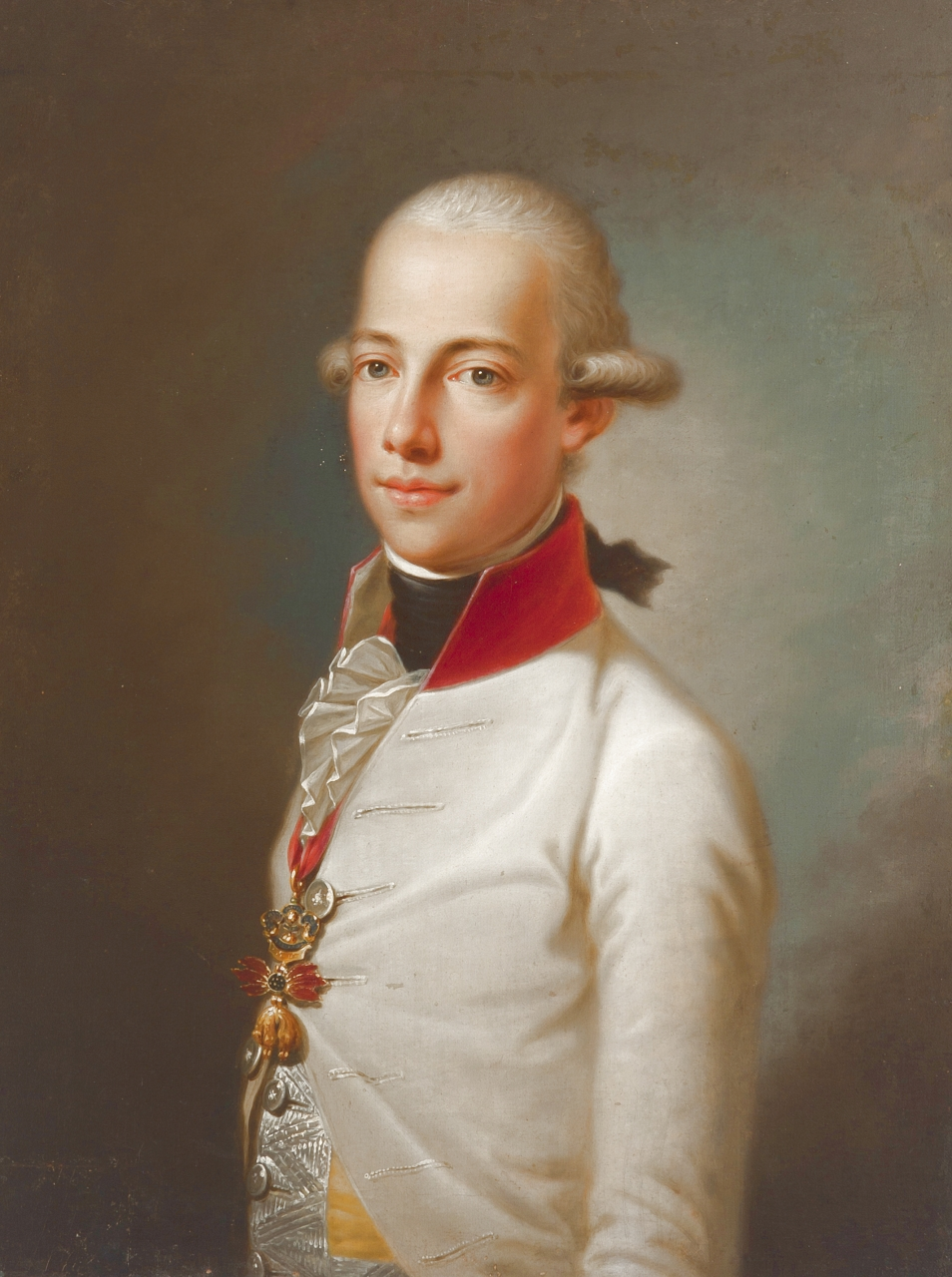
L'archiduc Jean d'Autriche, commandant en chef l'armée autrichienne en Italie. Huile sur toile de Joseph Hickel, palais de Caserte.

Armée autrichienne en Italie : General der Kavallerie archiduc Jean d'Autriche et feld-maréchal archiduc Joseph d'Autriche, commandants en chef — 35 525 hommes, 30 canons

## Déploiement des deux armées

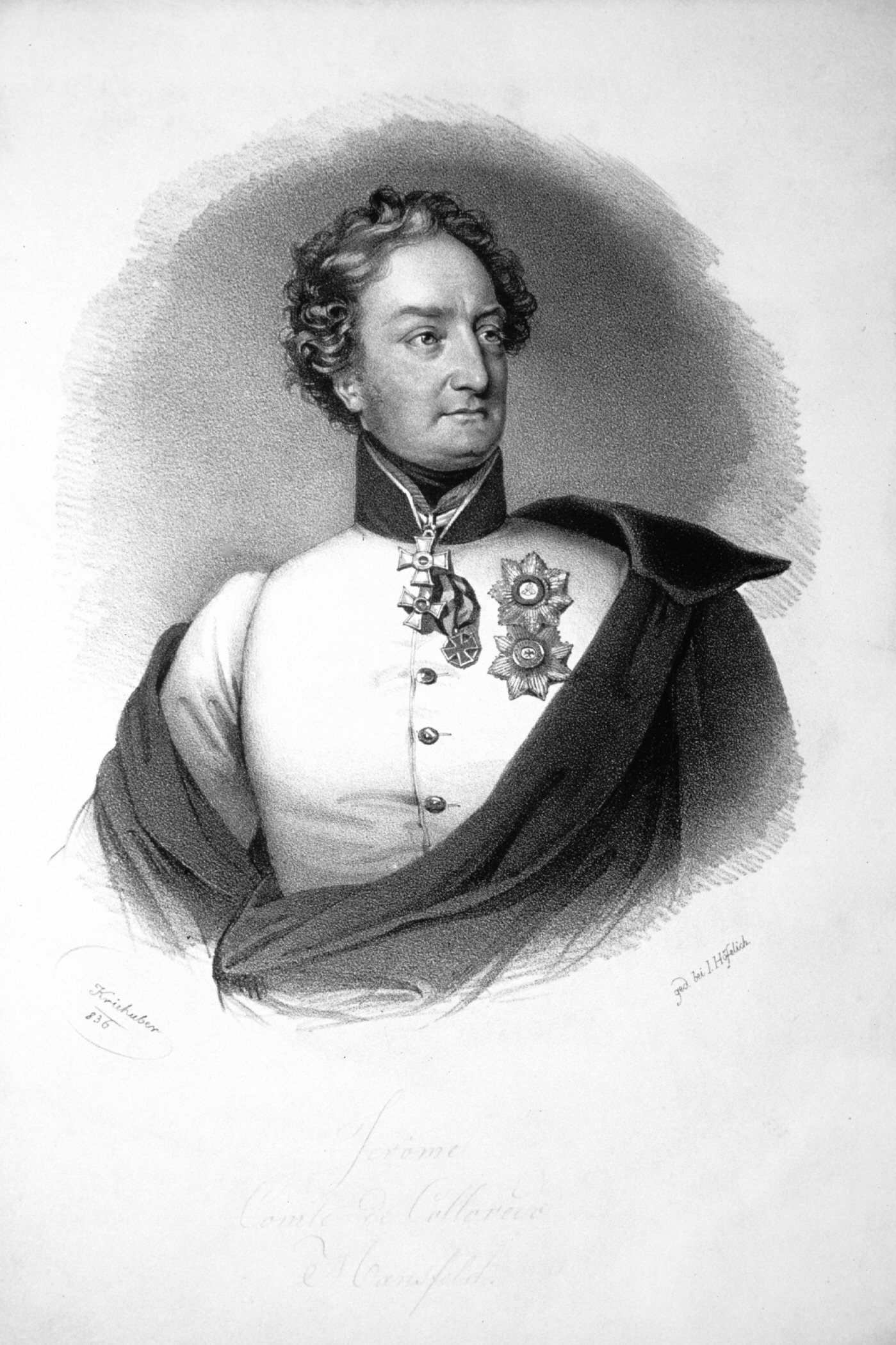
Le Feldmarshallleutnant Colleredo, commandant le centre autrichien lors de la bataille de Raab. Lithographie de Josef Kriehuber, 1836.

L'archiduc a installé son armée face à l'ouest, derrière le petit ruisseau Pándzsa. Le Pándzsa coule du sud au nord à travers le dispositif autrichien, pour se jeter ensuite dans la Raab. À proximité du champ de bataille, la Raab traverse la zone d'ouest en est, protégeant l'aile droite de Jean. La forteresse de Győr se dresse sur la rive sud au nord-est. Jean espère en outre que les marécages du Pándzsa, au sud, décourageront toute tentative d'enveloppement français dans cette direction. Sur la rive est du Pándzsa se trouve la solide ferme de Kis-Megyer, surplombée à l'est par la colline Szabadhegy et le hameau du même nom.
Tous ces points-clé géographiques sont occupés par les Autrichiens. L'archiduc Jean détache la cavalerie de Mécsery sur son flanc gauche derrière le Pándzsa, et transforme la ferme de Kis-Megyer en une redoutable position forte en la faisant occuper, ainsi que ses environs, par toute l'infanterie de Colloredo. Sur le flanc droit, la réserve commandée par Frimont se tient sur la colline de Szabadhegy, tandis que les 7 500 hommes de Jellacic ont pris place en avant du hameau. Les 1 500 chevaux de la brigade Bésán viennent combler l'intervalle entre Jellacic et la Raab. Enfin, Davidovitch avec ses miliciens hongrois s'empresse d'ériger quelques fortifications de campagne sur la rive nord.
De son côté, Eugène a donné au général Grouchy le commandement des trois divisions de cavalerie Montbrun, Guérin d'Etoquigny et Colbert, avec pour mission de tourner le flanc gauche autrichien. Le général Grenier est chargé d'attaquer le centre de l'archiduc avec ses deux divisions. Baraguey d'Hilliers doit opérer de même sur l'aile droite de l'ennemi avec la seule division Severoli. Grouchy, la cavalerie légère de Sahuc, les dragons de Pully ainsi que la division Pacthod et la Garde royale italienne sont tenus en réserve.

## Déroulement de la bataille

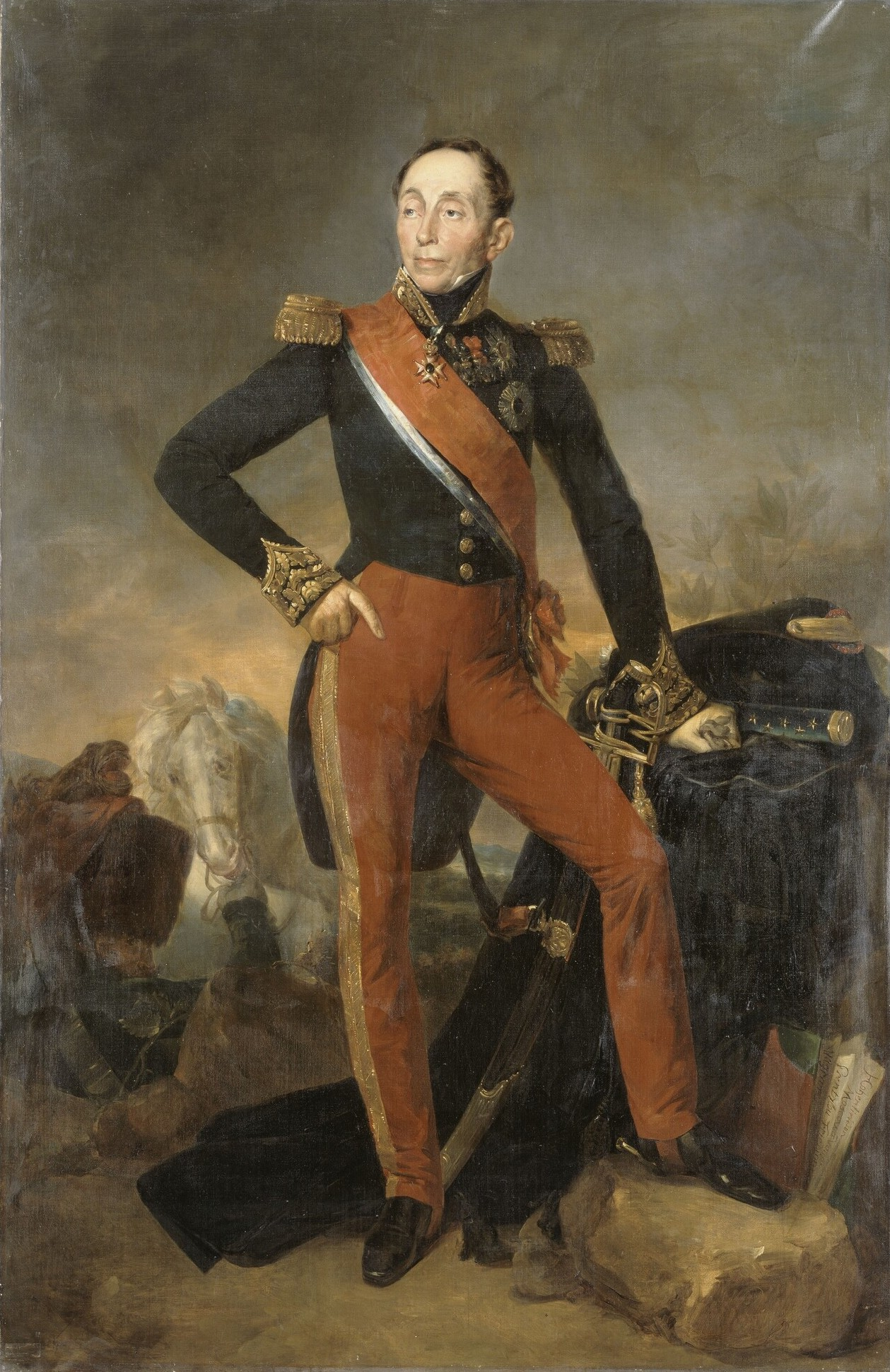
Le général Emmanuel de Grouchy commande la réserve de cavalerie française à la bataille de Raab. Huile sur toile de Jean-Sébastien Rouillard, 1835, château de Versailles.

Le 14 juin 1809, comme prévu, le corps de Grenier s'ébranle en direction du centre autrichien. La division Durutte traverse le Pándzsa et parvient à enlever la ferme de Kis-Megyer, mais elle en est rapidement chassée par les Autrichiens. Un combat acharné s'engage alors entre les deux adversaires. La ferme qui en est l'objet change de mains à cinq reprises. Les quatre bataillons de grenadiers et le régiment Alvinczi no 19 de la brigade Kleinmeyer, dépêchée sur place par l'archiduc Jean en personne, bousculent les troupes de Seras et tombent ensuite sur les fantassins de Durutte aux abords de la ferme. Dans un même temps, à Szabadhegy, la division Severoli repousse l'infanterie de Jellacic et investit une partie du hameau. Jean riposte en détachant contre elle la brigade Gajoli. La contre-attaque autrichienne est un franc succès : les soldats de Grenier et de Baraguey d'Hilliers, pris de panique, craquent et repassent le Pándzsa en désordre.
À ce stade, le meilleur point de passage à travers le Pándzsa est balayé par les tirs de trois canons autrichiens. Sur l'initiative de Grouchy qui commande toute la cavalerie de l'aile droite, 12 pièces sont mises en batterie et pilonnent leurs homologues d'en face. L'artillerie autrichienne est rapidement réduite au silence, ce qui permet aux cavaliers de Grouchy de passer le ruisseau à gué et de se déployer sur la rive opposée. Voyant venir la charge de la cavalerie française, les hussards des forces insurrectionnelles prennent la fuite. Seuls, les hussards des régiments Ott no 7 et Archiduc Joseph no 2 font résistance, au prix de pertes sévères. Grouchy, poursuivant sur sa lancée, oblique ensuite sur le flanc gauche de l'archiduc Jean dans l'intention de le tourner.
L'armée autrichienne, prise de flanc, est face à une crise. Jean doit redéployer son dispositif en forme de L : conservant son aile droite le long du Pándzsa, il rabat sa ligne à hauteur de la ferme de Kis-Megyer, le long de la colline Szabadhegy. La cavalerie de Bésán jusque-là tenue en réserve vient se placer sur le flanc gauche à l'est de la colline. Eugène en profite pour ordonner un deuxième assaut avec la division Pacthod et la Garde royale italienne. L'attaque progresse lentement, mais la Garde royale enlève définitivement la ferme de Kis-Megyer. Jean, craignant d'être enveloppé par la cavalerie de Grouchy, bat en retraite vers la forteresse de Győr.

## Conséquences
Les pertes franco-italiennes sont estimées à 4 000 tués ou blessés par l'historien britannique Digby Smith, tandis que dans son Dictionnaire de la Grande Armée, Alain Pigeard ne donne que 700 tués et 1 500 blessés. Les Autrichiens dénombrent 747 tués, 1 758 blessés et 2 408 prisonniers, soit 4 913 hommes, ainsi que 1 322 disparus pour un total de 6 235 hommes. L'armée autrichienne, vaincue, se retire au nord-est à Komárno, non sans avoir laissé une garnison dans Győr qui capitule le 22 juin après un simulacre de résistance. Smith écrit :

« L'archiduc Jean récoltait maintenant les fruits douteux de sa décision incroyablement malavisée de battre en retraite après la bataille du Piave. Cette défaite enleva tout espoir à l'archiduc Jean d'amener quelque force significative en renfort contre Napoléon à Wagram les 5 et 6 juillet. »

Cette victoire franco-italienne empêche l'archiduc Jean d'apporter un soutien décisif à son frère lors de la bataille de Wagram, alors que les forces d'Eugène de Beauharnais peuvent rejoindre à temps Napoléon à Vienne et jouer à Wagram un rôle de premier plan. Napoléon qualifie cette bataille de « petite-fille de Marengo et de Friedland », batailles livrées, elles aussi, un 14 juin.